# Elinor St. Pierre
Elinor Purrier St. Pierre (conocida como Elle Purrier; 20 de febrero de 1995) es una deportista estadounidense que compite en atletismo, especialista en las carreras de mediofondo.
Ganó dos medallas en el Campeonato Mundial de Atletismo en Pista Cubierta, en los años 2022 y 2024, en la prueba de 3000 m.

## Palmarés internacional
| Campeonato Mundial en Pista Cubierta | Campeonato Mundial en Pista Cubierta | Campeonato Mundial en Pista Cubierta | Campeonato Mundial en Pista Cubierta |
| Año                                  | Lugar                                | Medalla                              | Prueba                               |
| ------------------------------------ | ------------------------------------ | ------------------------------------ | ------------------------------------ |
| 2022                                 | Belgrado (Serbia)                    | Medalla de plata                     | 3000 m                               |
| 2024                                 | Glasgow (Reino Unido)                | Medalla de oro                       | 3000 m                               |